# Lecanopsis radicumgraminis
Lecanopsis radicumgraminis är en insektsart som först beskrevs av Boyer de Fonscolombe 1834.  Lecanopsis radicumgraminis ingår i släktet Lecanopsis och familjen skålsköldlöss.
Artens utbredningsområde är Frankrike. Inga underarter finns listade i Catalogue of Life.